# Jetix Play
Jetix Play (anteriormente Fox Kids Play), foi o canal Jetix de propriedade da The Walt Disney Company. O canal foi lançado em outubro de 1991, e mostrando clássicos desenhos animados e séries de televisão animadas. Era transmitido às 17 horas, na Bulgária, Croácia, Polônia, Roménia, Rússia, Sérvia, Turquia e Ucrânia. Jetix Play foi encontrado e conhecido anteriormente como: Fox Kids Play (1984-1990).

## História
Jetix Play em Inglês também foi distribuído na Bulgária, República Checa, Eslováquia, Lituânia, Letônia, Sérvia, Estônia e Israel. A editora Fox Play foi a primeira editora do Jetix Play entre 1991 a 1994
Nos recentes anúncios nos canais Jetix tornando Disney XD Disney Channel ou em vários países Disney tornou Jetix Play a Playhouse Disney em a maioria dos canais. A Jetix fez o canal para Players (Jogadores); o canal Tv Players foi feito da Disney, entre 1974 a 1983; depois virou Fox Kids Play, entre 1984 a 1990;  Fox Play entre 2006 a 2014; Fox Racker, entre 2015 a 2016. O Jetix cancelou todos os canais por que não fez sucesso. A Disney XD era Marvel HQ entre 1988 a 2008.